# ティンカー・ベルと月の石
『ティンカー・ベルと月の石』（ティンカー・ベルとつきのいし、原題：Tinker Bell and the Lost Treasure）は、2009年公開のアニメ映画。
アメリカでは劇場公開ではなくOVAとして2009年10月27日にDVDとBlu-ray Discが発売されたが、日本では2009年12月23日に劇場公開された。そして、2010年には、ニンテンドーDS『ティンカー・ベルと月の石』としてゲーム化もされた。

## ストーリー
妖精たちの棲むピクシーホロウは、秋の到来を祝う「秋の祭典」の準備に取り掛かっていた。
ティンカー・ベルは、クラリオン女王と秋の大臣から月の石を納める聖なる杖を作ることを任された。しかし、テレンスと口論したはずみに完成間近だった聖なる杖を壊してしまう。その後、妖精の粉を生み出すための大切な宝物である月の石まで壊してしまう。壊れた月の石を復活させるため、インカンタの魔法の鏡を探しにティンカー・ベルは旅に出る。

## イメージソング
日本公開版では、浜崎あゆみの楽曲『You were...』がイメージソングに起用され、テレビCMなどで使用される。

## 登場人物
声は、吹き替えを行った声優を英語版、日本語版の順に記した。
ティンカー・ベル
声 - メイ・ホイットマン、深町彩里
テレンス
声 - ジェシー・マッカートニー、細谷佳正
クラリオン女王
声 - アンジェリカ・ヒューストン、高島雅羅
フェアリーメアリー
声 - ジェーン・ホロックス、山像かおり
シルバーミスト
声 - ルーシー・リュー、高橋理恵子
イリデッサ
声 - レイヴン・シモーネ、園崎未恵
ロゼッタ
声 - クリスティン・チェノウェス、豊口めぐみ
フォーン
声 - アンジェラ・バーティース、坂本真綾
ボブル
声 - ロブ・ポールセン、石田彰
クランク
声 - ジェフ・ベネット、河本邦弘
リリア
声 - グレイ・デライル、恒松あゆみ
秋の大臣
声 - ジョン・ディマジオ、稲葉実
小さいトロール
声 - ジェフ・ベネット、緒方賢一
大きいトロール
声 - ロブ・ポールセン、青野武
インカンタの魔法の鏡を積んだ海賊船が沈む場所の途中にある「トロールの橋」の番人。
些細なことで喧嘩を始めては、仲直りを繰り返している。
フェアリー・ゲイリー
声 - ジェフ・ベネット、土師孝也
ナレーター
声 - グレイ・デリール、島本須美
ストーン
声 - ロジャー・クレイグ・スミス、逢坂力
ヴィオラ
声 - グレイ・デリール、木下紗華
フレンチ・フェアリー
声 - アリソン・ロス、平野妹
フクロウ
声 - ロブ・ポールセン、星野貴紀
テレンスやフェアリー・ゲイリーの悩み事の相談に乗る。

## 用語
月の石
ピクシーホロウにふたつとない秘宝。秋の満月の光を浴びると、青い妖精の粉を生み出す。
聖なる杖
秋の祭典で、月の石を納めるための杖。毎年、各妖精グループが趣向を凝らした杖を作ってきた。
本作では、もの作り妖精が作る番で、ティンカー・ベルがその大役を任されることになる。
青い妖精の粉
妖精の粉の木に与えることで、妖精の粉の源となる。妖精の粉は、妖精たちが飛んだり、魔法を使うのに必須であり、大切に管理されている。
インカンタの魔法の鏡
3つの願いを叶えてくれる魔法の鏡。1つの願い事を残したまま、鏡は海賊船と共にピクシーホロウの北の島に沈んだと言い伝えられている。

## その他
- ティンカー・ベルが国連名誉緑化大使(Honorary Ambassador of Green)に任命されたことを受け、2009年10月25日に国際連合本部ビルで本作のワールドプレミアが行われた。
- 本作のDVD・Blu-ray Discの日本発売を記念し、舞浜リゾートラインディズニーリゾートラインでは車両の内外に本作の登場人物のイラストをデザインした特別車両「ディズニー・フェアリーズ号」を2010年4月1日から同年6月30日に運行させた。